# انتوني لورلينغ
انتوني لورلينغ (بالهولندية: Anthony Lurling)‏ (22 أبريل 1977 بسيرتوخيمبوس في هولندا - ) هو لاعب كرة قدم هولندي في مركزي الهجوم والوسط. شارك مع منتخب هولندا تحت 21 سنة لكرة القدم. أما مع النوادي، فقد لعب مع آر كي سي فالفيك ودين بوستش وفاينورد ونادي كولن ونادي هيرنفين وناك بريدا.

## روابط خارجية
- انتوني لورلينغ على موقع الاتحاد الأوربي (الإنجليزية)
- انتوني لورلينغ على موقع قاعدة بيانات كرة القدم.إي يو (الإنجليزية)
- انتوني لورلينغ على موقع بيانات كرة القدم. دي إي (الألمانية)
- انتوني لورلينغ على موقع Soccerway.com (الإنجليزية)